# 维拉里纽 (圣蒂尔苏)
维拉里纽是葡萄牙波尔图区的一个堂区。总面积5.7平方公里，总人口4036人，人口密度708.1人/平方公里。